# Fermín Trueba
Fermín Trueba Perez (Torrelavega, 26 augustus 1914 – Madrid, 1 mei 2007) was een Spaans wielrenner. Fermín was de jongste van vier, die allen een grote carrière in het wielrennen hebben gemaakt. Zijn broers waren Vicente, Manuel en Jose.

## Belangrijkste overwinningen
1934
- Ronde van Álava

1936
- 19e etappe Ronde van Spanje

1938
- Spaans kampioenschap op de weg, Elite

1939
- 1e en 5e etappe Circuito del Norte
- Clásica a los Puertos de Guadarrama

1940
- Eindklassement Ronde van Cantabrië
- 4e en 5e etappe Circuito del Norte

1941
- 8e etappe Circuito del Norte
- Eindklassement Circuito del Norte
- 8e en 14e etappe Ronde van Spanje
- Bergklassement Ronde van Spanje
- 1e etappe Ronde van Navarra

1942
- Subida al Naranco

1943
- 5e etappe GP Ayutamiento de Bilbao
- 1e, 6e en 7e etappe Circuito Castilla-Leon-Asturias
- Eindklassement Circuito Castilla-Leon-Asturias

1945
- 2e etappe Circuito del Norte
- Subida al Naranco

1946
- Subida al Naranco

## Resultaten in voornaamste wedstrijden
| Jaar | Ronde van Italië | Ronde van Frankrijk | Ronde van Spanje |
| 1935 |                  |                     | opgave           |
| 1936 |                  |                     | 9e (1)           |
| 1937 |                  |                     |                  |
| 1938 |                  |                     |                  |
| 1939 |                  |                     |                  |
| 1940 |                  |                     |                  |
| 1941 |                  |                     | ↑ (2)            |
| 1942 |                  |                     | opgave           |
| 1943 |                  |                     |                  |
| 1944 |                  |                     |                  |
| 1945 |                  |                     | opgave           |